# Echinopsis pentlandii
Echinopsis pentlandii es una especie de plantas en la familia Cactaceae. Es endémica de Bolivia y Perú. Es una especie rara en la vida silvestre.

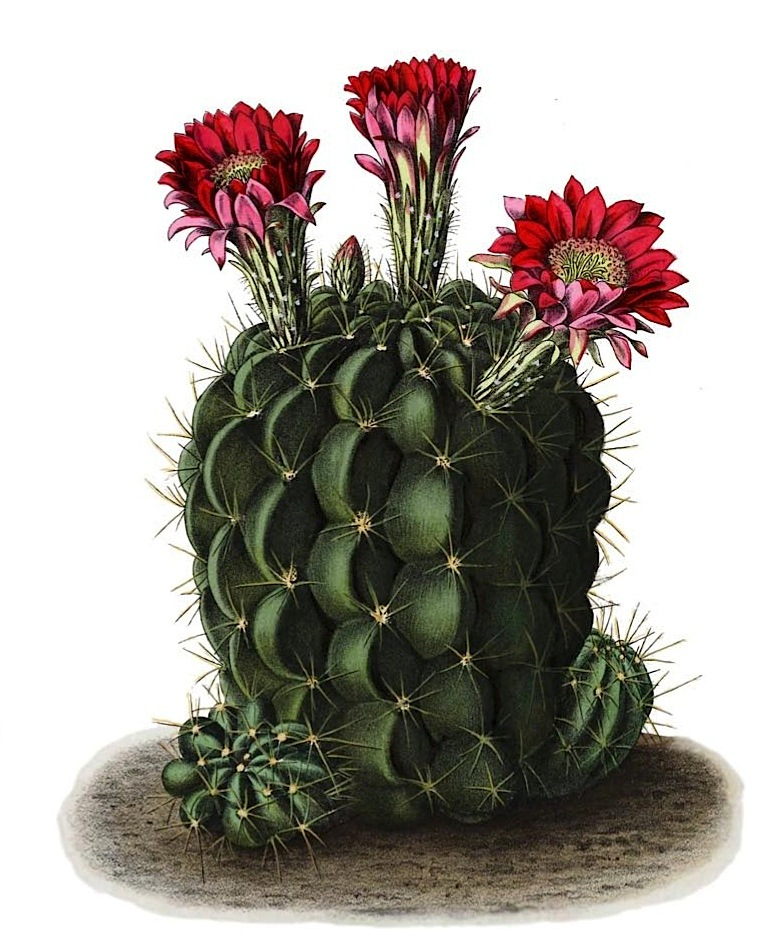
Ilustración

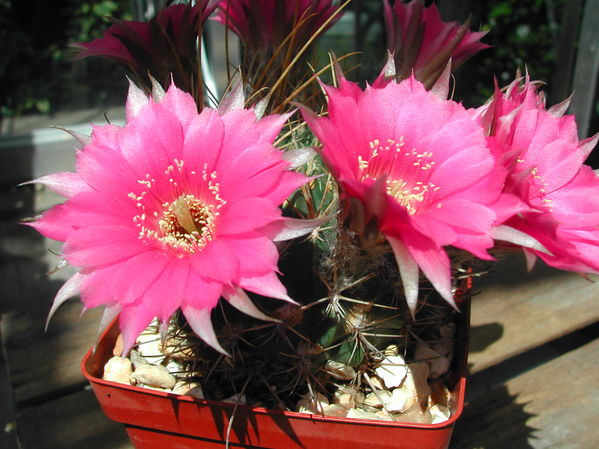
Vista de la planta

## Descripción
Echinopsis pentlandii crece principalmente formando grupos con tallos con forma esférica o en forma de huevo, de color verde brillante y con frecuencia glaucos, que alcanzan diámetros de hasta aproximadamente 12 cm. El ápice está, a menudo, deprimido. Tiene doce a 15 costillas altas presentes, que están profundamente dentadas. Las areolas están alrededor de 2 cm de distancia de donde surgen  espinas variables. La única espina central, que puede faltar, es de 3-9 cm de largo. Los 5 a 15 espinas radiales son curvadas hacia atrás y de color marrón amarillento y de hasta 3 cm de largo. Las flores en forma de embudo son cortas y se abren durante el día y son variables de color, desde un color ligeramente rosado a rojo, púrpura, naranja o amarillo.  Las flores son de 4 a 6 cm de largo. El tubo de la flor alcanza su diámetro final de hasta 1 cm. Los frutos son esféricos, jugosos, pegajosos y tienen un diámetro de 1 a 1,2 centímetros.

## Taxonomía
Echinopsis pentlandii fue descrita por (Hook.) Salm-Dyck ex A.Dietr. y publicado en Allgemeine Gartenzeitung 14: 250. 1846.
Etimología
Ver: Echinopsis
pentlandii epíteto otorgado en honor del geógrafo y naturalista irlandés; Joseph Barclay Pentland (1797–1873).
Sinonimia
| - Echinocactus pentlandii - Lobivia pentlandii - Echinopsis scheeri - Lobivia scheeri - Lobivia boliviensis - Lobivia higginsiana - Lobivia wegheiana - Echinopsis hardeniana - Lobivia hardeniana - Lobivia argentea - Lobivia leucorhodon - Lobivia leucoviolacea | - Lobivia raphidacantha - Lobivia varians - Lobivia schneideriana - Lobivia aculeata - Lobivia brunneo-rosea - Lobivia lauramarca - Lobivia aurantiaca - Lobivia johnsoniana - Lobivia titicacensis - Lobivia multicostata - Lobivia larae - Echinopsis pentlandii - Lobivia omasuyana |